# 15. Waffen-Grenadier-Division der SS
La 15. Waffen-Grenadier-Division der SS (lettische Nr. 1) fu costituita nel febbraio 1943 quando la brigata volontari lettoni venne alzata al rango di divisione.
Inviata al fronte nel novembre 1943 si trovò a fronteggiare l'offensiva invernale dell'Armata Rossa. Trasferita nella Prussia Orientale in seguito alle pesanti perdite subite nell'offensiva sovietica dell'autunno del 1944, ritornò al fronte nel gennaio 1945 continuando a combattere contro le truppe sovietiche fino al termine della guerra, quando i suoi uomini cercarono di trovare rifugio arrendendosi agli statunitensi.

## Teatri operativi
- Fronte orientale (dicembre 1943 - aprile 1945)[1]

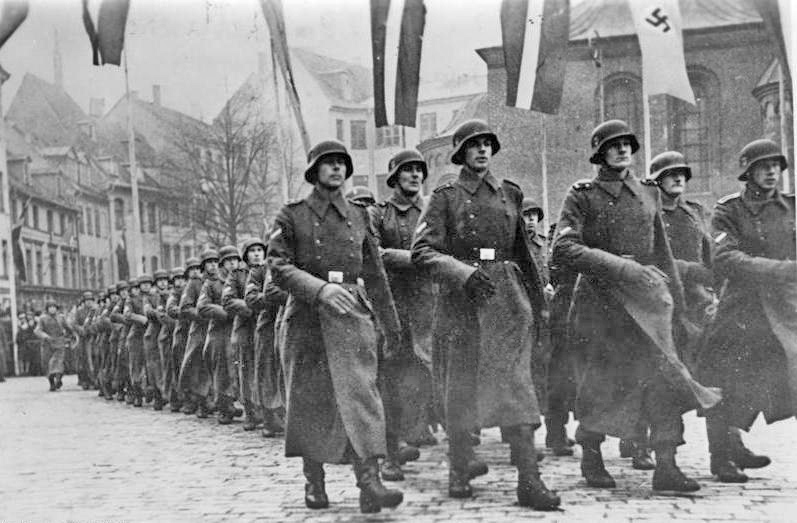
La 15. Waffen-Grenadier-Division der SS durante un parata a Riga prima di essere schierata sul fronte orientale, dicembre 1943

## Storia
La divisione fu formata nel febbraio 1943, quando la brigata volontari lettoni venne alzata al rango di divisione e venne chiamata 15. Waffen-Grenadier-Division der SS il 22 ottobre 1943. Nel dicembre 1943, la divisione fu trasferita nel settore settentrionale del fronte orientale e schierata lungo il fiume Volchov. Alla fine dell'anno venne spostata a ovest di Velikiye Luki e dopo l'inizio dell'offensiva invernale sovietica sui fronti di Leningrado e Volchov nel gennaio 1944, la divisione fu costretta a ritirarsi nell'area di Pskov nel marzo 1944. Nell'aprile 1944 fu trasferita a Nevel e nel giugno 1944 fu ribattezzata 15. Waffen-Grenadier-Division der SS (lett. Nr. 1). Il 22 giugno 1944 fu colpita dall'offensiva estiva sovietica a Nevel e quando l'Armata Rossa lanciò una massiccia offensiva contro l'ala destra della 16. Armee a metà luglio 1944, il fronte tedesco fu sfondato a Novosokolniki e la divisione fu distrutta. I resti della divisione furono assorbiti nella 19. Waffen-Grenadier-Division der SS (Lett. Nr. 2).
Nell'agosto 1944 la divisione fu ricostituita nella Prussia occidentale e ancor prima del completamento della sua formazione fu assegnata alla 2. Armee nella Prussia occidentale nel febbraio 1945. La divisione fu trasferita nella Pomerania orientale per unirsi alla 3. Panzerarmee nella zona di Schneidemühl, dove fu dispersa ed i suoi resti si ritirarono verso la costa.

## Ordine di battaglia
15. Lettische SS-Freiwilligen-Division dicembre 1943
- SS-Freiwilligen-Grenadier-Regiment 32
- SS-Freiwilligen-Grenadier-Regiment 33
- SS-Freiwilligen-Grenadier-Regiment 34
- SS-Freiwilligen-Artillerie-Regiment 15
- SS-Füsilier-Bataillon 15
- SS-Panzerjäger-Abteilung 15
- SS-Pionier-Bataillon 15
- SS-Nachrichten-Abteilung 15
- SS-Nachschubtruppen

## Decorati con la Croce di Cavaliere
In totale furono 3 gli uomini decorati con la Croce di Cavaliere della Croce di Ferro.

## Comandanti
- SS-Brigadeführer Peter Hansen (25 febbraio 1943 - maggio 1943)
- SS-Gruppenführer Carl Graf von Pückler-Burghauss (maggio 1943 - 17 febbraio 1944)
- SS-Brigadeführer Nikolas Heilmann (17 febbraio 1944 - 21 luglio 1944)
- SS-Brigadeführer Herbert von Obwurzer (21 luglio 1944 - 26 gennaio 1945)
- SS-Oberführer Dr. Eduard Deisenhofer (26 gennaio 1945)
- SS-Oberführer Arthur Ax (26 gennaio 1945 - 15 febbraio 1945)
- SS-Oberführer Karl Burk (15 febbraio 1945 - maggio 1945)[1]